# Premio del Círculo Nacional de Críticos del Libro
El premio del Círculo Nacional de Críticos del Libro (en inglés: National Book Critics Circle, NBCC) es un galardón para reconocer las mejores obras en cada una de las seis categorías publicadas cada año en inglés. Las categorías son: Ficción, No Ficción, Poesía, Autobiografía, Biografía, y Crítica. 

## Ganadores de 2022
- Ficción : Ling Ma - Bliss Montage: Stories
- No Ficción : Isaac Butler - The Method: How the Twentieth Century Learned to Act
- Autobiografía : Hua Hsu - Stay True: A Memoir
- Biografía : Beverly Gage - G-Man: J. Edgar Hoover and the Making of the American Century
- Poesía : Cynthia Cruz - Hotel Oblivion
- Crítica : Timothy Bewes - Free Indirect: The Novel in a Postfictional Age
- Premio John Leonard : Morgan Talty - Night of the Living Rez
- Premio Gregg Barrios a libro traducido : Andréi Kurkov, traducido del ruso por Boris Dralyuk - Grey Bees
- Mención  Nona Balakian por excelencia en la revisión : Jennifer Wilson
- Premio a la Trayectoria Ivan Sandrof : Joy Harjo
- Premio al Logro Toni Morrison : City Lights
- Premio al servicio NBCC : Barbara Hoffert

## Ganadores del 2021
- Ficción: Honorée Fanonne Jeffers - The Love Songs of W.E.B DuBois
- No Ficción : Clint Smith - How the Word Is Passed
- Autobiografía : Jeremy Atherton Lin - Gay Bar: Why We Went Out
- Biografía : Rebecca Donner - All the Frequent Troubles of Our Days: The True Story of the American Woman at the Heart of the German Resistance to Hitler
- Poesía : Diane Seuss - frank: sonnets
- Crítica : Melissa Febos - Girlhood
- Premio John Leonard : Anthony Veasna So - Afterparties
- Mención de Nona Balakian por excelencia en la revisión : Merve Emre
- Premio a la Trayectoria Ivan Sandrof : Percival Everett
- Premio al Logro Toni Morrison : Cave Canem Foundation

## Ganadores del 2019

### Ficción
- Edwidge Danticat - Everything Inside

### No Ficción
- Patrick Radden Keefe - Say Nothing: A True Story of Murder and Memory in Northern Ireland

### Autobiografía
- Chanel Miller - Know My Name: A Memoir

### Biografía
- Josh Levin - The Queen: The Forgotten Life Behind an American Myth

### Poesía
- Morgan Parker - Magical Negro

### Crítica
- Saidiya Hartman - Wayward Lives, Beautiful Experiments: Intimate Histories of Social Upheaval

### Premio John Leonard
- Sarah M. Broom - The Yellow House: A Memoir

### Mención de Nona Balakian por excelencia en la revisión
- Katy Waldman

## Finalistas y ganadores del 2008
Los premiados (en negrita) fueron anunciados el 12 de marzo del 2009.
Ficción
- Roberto Bolaño, 2666. (Farrar, Straus and Giroux)
- Aleksandar Hemon, The Lazarus Project, (Riverhead)
- Marilynne Robinson, Home, (Farrar, Straus and Giroux)
- Elizabeth Strout, Olive Kitteridge, (Random House)
- M. Glenn Taylor, The Ballad of Trenchmouth Taggart, (West Virginia University Press)

No Ficción
- Drew Gilpin Faust, This Republic of Suffering, (Knopf)
- Dexter Filkins, The Forever War, (Knopf)
- George C. Herring, From Colony to Superpower: US Foreign Relations Since 1776. (Oxford University Press)
- Allan Lichtman, White Protestant Nation, (Atlantic)
- Jane Mayer, The Dark Side, (Doubleday)

Autobiografía
- Rick Bass, Why I Came West, (Houghton Mifflin)
- Helene Cooper, The House on Sugar Beach, (Simon and Schuster)
- Honor Moore, The Bishop’s Daughter, (W.W. Norton)
- Andrew X. Pham, The Eaves of Heaven, (Harmony Books)
- Ariel Sabar, My Father’s Paradise: A Son’s Search for His Jewish Past in Kurdish Iraq, (Algonquin)

Biografía
- Steve Coll, The Bin Ladens: An Arabian Family in an American Century, (Penguin Press)
- Patrick French, The World is What it is: The Authorized Biography of V.S. Naipaul, (Knopf)
- Paul J. Giddings, Ida, A Sword Among Lions: Ida B. Wells and the Campaign Against Lynching, (Amistad)
- Annette Gordon-Reed, The Hemingses of Monticello: An American Family, (Norton)
- Brenda Wineapple, White Heat: The Friendship of Emily Dickinson & Thomas Wentworth Higginson, (Knopf)

Poesía
- Juan Felipe Herrera, Half the World in Light, (University of Arizona Press)
- Devin Johnston, Sources, (Turtle Point Press)
- August Kleinzahler, Sleeping it Off in Rapid City, (Farrar, Straus and Giroux)
- Pierre Martony (trans. John Ashbery), The Landscapist, (Sheep Meadow Press)
- Brenda Shaughnessy, Human Dark with Sugar, (Copper Canyon Press)

Crítica
- Richard Brody, Everything is Cinema: The Working Life of Jean-Luc Godard, (Metropolitan Books)
- Vivían Gornick, The Men in My Life. (Boston Review/MIT)
- Joel L. Kraemer, Maimonides: The Life and World of One Of Civilization’s Greatest Minds, (Doubleday)
- Seth Lerer, Children’s Literature: A Readers’ History: Reader’s History from Aesop to Harry Potter, (University of Chicago Press)
- Reginald Shepard, Orpheus in the Bronx: Essays on Identity, Politics, and the Freedom of Poetry, (University of Michigan Press)

Mención Nona Balakian por estudio excelente
- Michael Antman
- Ron Charles
- Kathryn Harrison
- Laila Lalami
- Todd Shy

Premio Ivan Sandrof por una trayectoria de logros
- PEN American Center

## Finalistas y ganadores de 2007
Los premiados (en negrita) fueron anunciados el 6 de marzo del 2008.
Ficción
- Vikram Chandra, Sacred Games (HarperCollins)
- Junot Díaz, The Brief Wondrous Life of Oscar Wao (Riverhead)
- Hisham Matar, In the Country of Men (Dial Press)
- Joyce Carol Oates, The Gravedigger's Daughter (Ecco)
- Marianne Wiggins, The Shadow Catcher (Simon and Schuster)

No Ficción
- Philip Gura, American Transcendentalism (Hill & Wang)
- Daniel Walker Howe, What Hath God Wrought: The Transformation of America 1815-1848 (Oxford University Press)
- Harriet Washington, Medical Apartheid: The Dark History of Medical Experimentation on Black Americans from Colonial Times to the Present (Doubleday)
- Tim Weiner, Legacy of Ashes: A History of the CIA (Doubleday)
- Alan Weisman, The World Without Us (Thomas Dunne BKs/St. Martin’s)

Autobiografía
- Joshua Clark, Heart Like Water: Surviving Katrina and Life in Its Disaster Zone (Free Press)
- Edwidge Danticat, Brother, I'm Dying (Knopf)
- Joyce Carol Oates, The Journals of Joyce Carol Oates, 1973–1982 (Ecco)
- Sara Paretsky, Writing in an Age of Silence (Verso)
- Anna Politkóvskaya, Russian Diary: A Journalist's Final Account of Life, Corruption and Death in Putin's Russia (Random House)

Biografía
- Tim Jeal, Stanley: The Impossible Life of Africa’s Greatest Explorer (Yale University Press)
- Hermione Lee, Edith Wharton (Knopf)
- Arnold Rampersad, Ralph Ellison (Knopf)
- John Richardson, A Life of Picasso: The Triumphant Years, 1917-1932 (Knopf)
- Claire Tomalin, Thomas Hardy (Penguin Press)

Poesía
- Mary Jo Bang, Elegy (Graywolf)
- Matthea Harvey, Modern Life (Graywolf)
- Michael O'Brien, Sleeping and Waking (Flood)
- Tom Pickard, The Ballad of Jamie Allan (Flood)
- Tadeusz Różewicz, New Poems (Archipelago)

Crítica
- Joan Acocella, Twenty-Eight Artists and Two Saints (Pantheon)
- Julia Álvarez, Once Upon a Quniceanera (Viking)
- Susan Faludi, The Terror Dream (Metropolitan/Holt)
- Ben Ratliff, Coltrane: The Story of a Sound (Farrar, Straus & Giroux)
- Alex Ross, The Rest Is Noise: Listening to the Twentieth Century (Farrar, Straus & Giroux)

Mención Nona Balakian por estudio excelente
- Brooke Allen
- Sam Anderson, crítica de libro a New York magazine
- Ron Charles
- Walter Kirn
- Adam Kirsch

Premio Ivan Sandrof por una trayectoria de logros
- Emilie Buchwald, escritor, editor, and fundador de Milkweed Editions en Minneapolis

## Ficción
| 2017 | Joan Silber              | Improvement                          |
| 2016 | Louise Erdrich           | LaRose                               |
| 2015 | Paul Beatty              | El vendido                           |
| 2014 | Marilynne Robinson       | Lila                                 |
| 2013 | Chimamanda Ngozi Adichie | Americanah                           |
| 2012 | Ben Fountain             | Billy Lynn's Long Halftime Walk      |
| 2011 | Edith Pearlman           | Binocular Vision                     |
| 2010 | Jennifer Egan            | A Visit from the Goon Squad          |
| 2009 | Hilary Mantel            | Wolf Hall                            |
| 2008 | Roberto Bolaño           | 2666                                 |
| 2007 | Junot Díaz               | The Brief Wondrous Life of Oscar Wao |
| 2006 | Kiran Desai              | The Inheritance of Loss              |
| 2005 | E.L. Doctorow            | La gran marcha                       |
| 2004 | Marilynne Robinson       | Gilead                               |
| 2003 | Edward P. Jones          | El mundo conocido                    |
| 2002 | Ian McEwan               | Expiación                            |
| 2001 | W.G. Sebald              | Austerlitz                           |
| 2000 | Jim Crace                | Being Dead                           |
| 1999 | Jonathan Lethem          | Motherless Brooklyn                  |
| 1998 | Alice Munro              | The Love of a Good Woman             |
| 1997 | Penelope Fitzgerald      | The Blue Flower                      |
| 1996 | Gina Berriault           | Women in Their Beds                  |
| 1995 | Stanley Elkin            | Mrs. Ted Bliss                       |
| 1994 | Carol Shields            | The Stone Diaries                    |
| 1993 | Ernest J. Gaines         | A Lesson Before Dying                |
| 1992 | Cormac McCarthy          | Todos los hermosos caballos          |
| 1991 | Jane Smiley              | A Thousand Acres                     |
| 1990 | John Updike              | Rabbit at Rest                       |
| 1989 | E.L. Doctorow            | Billy Bathgate                       |
| 1988 | Bharati Mukherjee        | The Middleman and Other Stories      |
| 1987 | Philip Roth              | La contravida                        |
| 1986 | Reynolds Price           | Kate Vaiden                          |
| 1985 | Anne Tyler               | The Accidental Tourist               |
| 1984 | Louise Erdrich           | Love Medicine                        |
| 1983 | William Kennedy          | Ironweed                             |
| 1982 | Stanley Elkin            | George Mills                         |
| 1981 | John Updike              | Rabbit Is Rich                       |
| 1980 | Shirley Hazzard          | El tránsito de Venus                 |
| 1979 | Thomas Flanagan          | The Year of the French               |
| 1978 | John Cheever             | The Stories of John Cheever          |
| 1977 | Toni Morrison            | Song Of Solomon                      |
| 1976 | John Gardner             | October Light                        |
| 1975 | E.L. Doctorow            | Ragtime                              |

## No ficción
| 2014 | David Brion Davis     | The Problem of Slavery in the Age of Emancipation                                                                    |
| 2013 | Sheri Fink            | Five Days At Memorial: Life And Death In A Storm-Ravaged Hospital                                                    |
| 2012 | Andrew Solomon        | Far From the Tree: Parents, Children, and the Search for Identity                                                    |
| 2011 | Maya Jasanoff         | Liberty's Exiles: American Loyalists in the Revolutionary War                                                        |
| 2010 | Isabel Wilkerson      | The Warmth of Other Suns: The Epic Story of America's Great Migration                                                |
| 2009 | Richard Holmes        | The Age of Wonder: How the Romantic Generation Discovered the Beauty and Terror of Science                           |
| 2008 | Dexter Filkins        | The Forever War |
| 2007 | Harriet A. Washington | Medical Apartheid: The Dark History of Medical Experimentation on Black Americans From Colonial Times to the Present |
| 2006 | Simon Schama          | Rough Crossings: Britain, the Slaves and the American Revolution                                                     |
| 2005 | Svetlana Aleksiévich  | Voices from Chernobyl: The Oral History of a Nuclear Disaster                                                        |
| 2004 | Diarmaid MacCulloch   | The Reformation: A History                                                                                           |
| 2003 | Paul Hendrickson      | Sons of Mississippi                                                                                                  |
| 2002 | Samantha Power        | A Problem from Hell: America and the Age of Genocide                                                                 |
| 2001 | Nicholson Baker       | Double Fold: Libraries and the Assault on Paper                                                                      |
| 2000 | Ted Conover           | Newjack: Guarding Sing Sing                                                                                          |
| 1999 | Jonathan Weiner       | Time, Love, Memory: A Great Biologist and His Quest for the Origins of Behavior                                      |
| 1998 | Philip Gourevitch     | We Wish to Inform You That Tomorrow We Will Be Killed With Our Families                                              |
| 1997 | Anne Fadiman          | The Spirit Catches You and You Fall Down                                                                             |
| 1996 | Jonathan Raban        | Bad Land: An American Romance                                                                                        |
| 1995 | Jonathan Harr         | A Civil Action |
| 1994 | Lynn H. Nicholas      | The Rape of Europa: The Fate of Europe's Treasures in the Third Reich and the Second World War                       |
| 1993 | Alan Lomax            | The Land Where the Blues Began                                                                                       |
| 1992 | Norman Maclean        | Young Men and Fire                                                                                                   |
| 1991 | Susan Faludi          | Backlash: The Undeclared War Against American Women                                                                  |
| 1990 | Shelby Steele         | The Content of Our Character: A New Vision of Race in America                                                        |
| 1989 | Michael Dorris        | The Broken Cord |
| 1988 | Taylor Branch         | Parting the Waters: America in the King Years, 1954-63,                                                              |
| 1987 | Richard Rhodes        | The Making of the Atomic Bomb                                                                                        |
| 1986 | John W. Dower         | War Without Mercy: Race and Power in the Pacific War                                                                 |
| 1985 | J. Anthony Lukas      | Common Ground: A Turbulent Decade in the Lives of Three American Families                                            |
| 1984 | Freeman Dyson         | Weapons and Hope |
| 1983 | Seymour M. Hersh      | The Price of Power: Kissinger in the Nixon White House                                                               |
| 1982 | Robert Caro           | The Path to Power: The Years of Lyndon Johnson                                                                       |
| 1981 | Stephen Jay Gould     | The Mismeasure of Man                                                                                                |
| 1980 | Ronald Steel          | Walter Lippmann and the American Century                                                                             |
| 1979 | Telford Taylor        | Munich: The Price of Peace                                                                                           |
| 1978 | Maureen Howard        | Facts of Life |
| 1977 | Walter Jackson Bate   | Samuel Johnson |
| 1976 | Maxine Hong Kingston  | The Woman Warrior: Memoirs of a Girlhood among Ghosts                                                                |
| 1975 | R. W. B. Lewis        | Edith Wharton: A Biography                                                                                           |

## Autobiografía
| 2014 | Roz Chast                | Can’t We Talk About Something More Pleasant?                             |
| 2013 | Amy Wilentz              | Farewell, Fred Voodoo: A Letter From Haiti                               |
| 2012 | Leanne Shapton           | Swimming Studies                                                         |
| 2011 | Mira Bartók              | The Memory Palace                                                        |
| 2010 | Darin Strauss            | Half a Life                                                              |
| 2009 | Diana Athill             | Somewhere Towards the End                                                |
| 2008 | Ariel Sabar              | My Father’s Paradise: A Son’s Search for His Jewish Past in Kurdish Iraq |
| 2007 | Edwidge Danticat         | Brother, I'm Dying                                                       |
| 2006 | Daniel Mendelsohn        | The Lost: A Search for Six of Six Million                                |
| 2005 | Francine du Plessix Gray | Them: A Memoir of Parents                                                |

## Biografía
| 2014 | John Lahr                    | Tennessee Williams: Mad Pilgrimage of the Flesh                                       |
| 2013 | Leo Damrosch                 | Jonathan Swift: His Life And His World                                                |
| 2012 | Robert A. Caro               | The Passage of Power: The Years of Lyndon Johnson                                     |
| 2011 | John Lewis Gaddis            | George F. Kennan: An American Life                                                    |
| 2010 | Sarah Bakewell               | How To Live: Or, A Life of Montaigne in One Question and Twenty Attempts at an Answer |
| 2009 | Blake Bailey                 | Cheever: A Life                                                                       |
| 2008 | Patrick French               | The World Is What It Is: The Authorized Biography of V.S. Naipaul                     |
| 2007 | Tim Jeal                     | Stanley: The Impossible Life of Africa's Greatest Explorer                            |
| 2006 | Julie Phillips               | James Tiptree, Jr.: The Double Life of Alice B. Sheldon                               |
| 2005 | Kai Bird y Martin J. Sherwin | American Prometheus: The Triumph and Tragedy of J. Robert Oppenheimer                 |

## Biografía/Autobiografía (discontinuado)
| 2004 | Mark Stevens y Annalyn Swan | De Kooning: An American Master                                    |
| 2003 | William Taubman             | Khrushchev: The Man and His Era                                   |
| 2002 | Janet Browne                | Charles Darwin: The Power of Place, Vol. II                       |
| 2001 | Adam Sisman                 | Boswell's Presumptuous Task: The Making of the Life of Dr.Johnson |
| 2000 | Herbert P. Bix              | Hirohito and the Making of Modern Japan                           |
| 1999 | Henry Wiencek               | The Hairstons: An American Family in Black and White              |
| 1998 | Sylvia Nasar                | A Beautiful Mind                                                  |
| 1997 | James Tobin                 | Ernie Pyle's War: America's Eyewitness to World War II            |
| 1996 | Frank McCourt               | Angela's Ashes                                                    |
| 1995 | Robert Polito               | Savage Art: A Biography of Jim Thompson                           |
| 1994 | Mikal Gilmore               | Shot in the Heart                                                 |
| 1993 | Edmund White                | Genet                                                             |
| 1992 | Carol Brightman             | Writing Dangerously: Mary McCarthy and Her World                  |
| 1991 | Philip Roth                 | Patrimonio: una historia verdadera                                |
| 1990 | Robert A. Caro              | Means of Ascent: The Years of Lyndon Johnson, Vol. II             |
| 1989 | Geoffrey C. Ward            | A First-Class Temperament: The Emergence of Franklin Roosevelt    |
| 1988 | Richard Ellman              | Oscar Wilde                                                       |
| 1987 | Donald R. Howard            | Chaucer: His Life, His Works, His World                           |
| 1986 | Theodore Rosengarten        | Tombee: Portrait of a Cotton Planter                              |
| 1985 | Leon Edel                   | Henry James: A Life                                               |
| 1984 | Joseph Frank                | Dostoevsky: The Years of Ordeal, 1850-1859                        |
| 1983 | Joyce Johnson               | Minor Characters                                                  |

## Poesía
| 2014 | Claudia Rankine     | Citizen: An American Lyric                            |
| 2013 | Frank Bidart        | Metaphysical Dog                                      |
| 2012 | D. A. Powell        | Useless Landscape, or A Guide for Boys                |
| 2011 | Laura Kasischke     | Space, in Chains                                      |
| 2010 | C. D. Wright        | One with Others                                       |
| 2009 | Rae Armantrout      | Versed                                                |
| 2008 | Juan Felipe Herrera | Half the World in Light                               |
| 2008 | August Kleinzahler  | Sleeping It Off in Rapid City                         |
| 2007 | Mary Jo Bang        | Elegy                                                 |
| 2006 | Troy Jollimore      | Tom Thomson in Purgatory                              |
| 2005 | Jack Gilbert        | Refusing Heaven                                       |
| 2004 | Adrienne Rich       | The School Among the Ruins                            |
| 2003 | Susan Stewart       | Columbarium                                           |
| 2002 | B.H. Fairchild      | Early Occult Memory Systems of the Lower Midwest      |
| 2001 | Albert Goldbarth    | Saving Lives                                          |
| 2000 | Judy Jordan         | Carolina Ghost Woods                                  |
| 1999 | Ruth Stone          | Ordinary Words                                        |
| 1998 | Marie Ponsot        | The Bird Catcher                                      |
| 1997 | Charles Wright      | Black Zodiac                                          |
| 1996 | Robert Hass         | Sun Under Wood                                        |
| 1995 | William Matthews    | Time and Money                                        |
| 1994 | Mark Rudman         | Rider                                                 |
| 1993 | Mark Doty           | My Alexandria                                         |
| 1992 | Hayden Carruth      | Collected Shorter Poems 1946-1991                     |
| 1991 | Albert Goldbarth    | Heaven and Earth: A Cosmology                         |
| 1990 | Amy Gerstler        | Bitter Angel                                          |
| 1989 | Rodney Jones        | Transparent Gestures                                  |
| 1988 | Donald Hall         | That One Day                                          |
| 1987 | C.K. Williams       | Flesh and Blood                                       |
| 1986 | Edward Hirsch       | Wild Gratitude                                        |
| 1985 | Louise Glück        | The Triumph of Achilles                               |
| 1984 | Sharon Olds         | The Dead and the Living                               |
| 1983 | James Merrill       | The Changing Light at Sandover                        |
| 1982 | Katha Pollitt       | Antarctic Traveler                                    |
| 1981 | A.R. Ammons         | A Coast of Trees                                      |
| 1980 | Frederick Seidel    | Sunrise                                               |
| 1979 | Philip Levine       | Ashes: Poems New and Old y 7 Years From Somewhere     |
| 1978 | L. E. Sissman       | Hello, Darkness: The Collected Poems of L. E. Sissman |
| 1977 | Robert Lowell       | Day by Day                                            |
| 1976 | Elizabeth Bishop    | Geography III                                         |
| 1975 | John Ashberry       | Self-Portrait in A Convex Mirror                      |

## Crítica
| 2014 | Ellen Willis       | The Essential Ellen Willis, edited by Nona Willis Aronowitz                               |
| 2013 | Franco Moretti     | Distant Reading                                                                           |
| 2012 | Marina Warner      | Stranger Magic: Charmed States and the Arabian Nights                                     |
| 2011 | Geoff Dyer         | Otherwise Known as the Human Condition: Selected Essays and Reviews                       |
| 2010 | Clare Cavanagh     | Lyric Poetry and Modern Politics: Russia, Poland, and the West                            |
| 2009 | Eula Biss          | Notes From No Man's Land: American Essays                                                 |
| 2008 | Seth Lerer         | Children’s Literature: A Reader’s History: Reader’s History from Aesop to Harry Potter    |
| 2007 | Alex Ross          | The Rest Is Noise: Listening to the Twentieth Century                                     |
| 2006 | Lawrence Weschler  | Everything That Rises: A Book of Convergences                                             |
| 2005 | William Logan      | The Undiscovered Country: Poetry in the Age of Tin                                        |
| 2004 | Patrick Neate      | Where You're At: Notes From the Frontline of a Hip-Hop Planet                             |
| 2003 | Rebecca Solnit     | River of Shadows: Eadweard Muybridge and the Technological Wild West                      |
| 2002 | William H. Gass    | Tests of Time                                                                             |
| 2001 | Martin Amis        | The War Against Cliché: Essays and Reviews, 1971-2000                                     |
| 2000 | Cynthia Ozick      | Quarrel & Quandary                                                                        |
| 1999 | Jorge Luis Borges  | Selected Non-Fictions                                                                     |
| 1998 | Gary Giddins       | Visions of Jazz: The First Century                                                        |
| 1997 | Mario Vargas Llosa | Making Waves                                                                              |
| 1996 | William H. Gass    | Finding a Form                                                                            |
| 1995 | Robert Darnton     | The Forbidden Best-Sellers of Pre-Revolutionary France                                    |
| 1994 | Gerald Early       | The Culture of Bruising: Essays on Prizefighting, Literature, and Modern American Culture |
| 1993 | John Dizikes       | Opera in America: A Cultural History                                                      |
| 1992 | Garry Wills        | Lincoln at Gettysburg: The Words That Remade America                                      |
| 1991 | Lawrence L. Langer | Holocaust Testimonies: The Ruins of Memory                                                |
| 1990 | Arthur C. Danto    | Encounters and Reflections: Art in the Historical Present                                 |
| 1989 | John Clive         | Not by Fact Alone: Essays on the Writing and Reading of History                           |
| 1988 | Clifford Geertz    | Works and Lives: The Anthropologist as Author                                             |
| 1987 | Edwin Denby        | Dance Writings                                                                            |
| 1986 | Joseph Brodsky     | Less Than One: Selected Essays                                                            |
| 1985 | William H. Gass    | Habitations of the Word: Essays                                                           |
| 1984 | Robert Hass        | Twentieth Century Pleasures: Prose on Poetry                                              |
| 1983 | John Updike        | Hugging the Shore: Essays and Criticism                                                   |
| 1982 | Gore Vidal         | The Second American Revolution and Other Essays                                           |
| 1981 | Virgil Thomson     | A Virgil Thomson Reader                                                                   |
| 1980 | Helen Vendler      | Part of Nature, Part of Us: Modern American Poets                                         |
| 1979 | Elaine Pagels      | The Gnostic Gospels                                                                       |
| 1978 | Meyer Schapiro     | Modern Art: 19th and 20th Centuries (Selected Papers, Volume 2)                           |
| 1977 | Susan Sontag       | On Photography                                                                            |
| 1976 | Bruno Bettelheim   | The Uses of Enchantment: The Meaning and Importance and Importance of Fairy Tales         |
| 1975 | Paul Fussell       | The Great War and Modern Memory                                                           |

## Mención Nona Balakian por estudio excelente
- 2014: Alexandra Schwartz
- 2013: Katherine A. Powers
- 2012: William Deresiewicz
- 2011: Kathryn Schulz
- 2010: Parul Sehgal
- 2009: Joan Acocella
- 2008: Ron Charles
- 2007: Sam Anderson (New York magazine).
- 2006: Steven G. Kellman
- 2005: Wyatt Mason, de Harper's Magazine, The New Yorker, The New Republic
- 2004: David Orr, de The New York Times Book Review y Poetry Magazine
- 2003: Scott McLemee
- 2002: Maureen N. McLane
- 2001: Michael Gorra
- 2000: Daniel Mendelsohn
- 1999: Benjamin Schwarz
- 1998: Albert Mobilio
- 1997: Thomas Mallon
- 1996: Dennis Drabelle
- 1995: Laurie Stone
- 1994: JoAnn C. Gutin
- 1993: Brigitte Frase
- 1992: Elizabeth Ward
- 1991: George Scialabba

## Premio Iván Sandrof por una trayectoria de logros
(Los años que faltan son años en los que no se concedió este premio.)
- 2014: Toni Morrison
- 2013: Rolando Hinojosa-Smith
- 2012: Sandra Gilbert y Susan Gubar
- 2011: Robert B. Silvers
- 2010: Dalkey Archive Press
- 2009: Joyce Carol Oates
- 2008: PEN American Center
- 2007: Emilie Buchwald
- 2006: John Leonard
- 2005: Bill Henderson
- 2004: Louis Rubin Jr.
- 2003: Studs Terkel
- 2002: Richard Howard
- 2001: Jason Epstein
- 2000: Barney Rosset
- 1999: Lawrence Ferlinghetti y Pauline Kael
- 1997: Leslie Fiedler
- 1996: Albert Murray
- 1995: Alfred Kazin y Elizabeth Hardwick
- 1994: William Keepers Maxwell, Jr.
- 1990: Donald Keene
- 1989: James Laughlin
- 1987: Robert Giroux
- 1984: The Library of America
- 1982: Leslie Marchand